# Подлёдное погружение

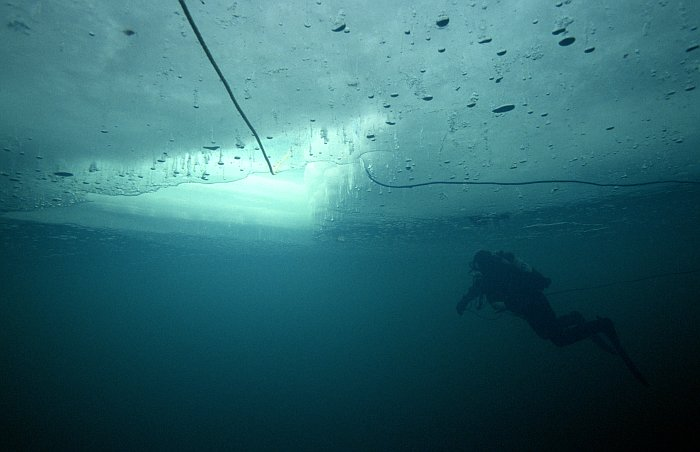
Подо льдом

Подлёдные погруже́ния, подлёдный да́йвинг — вид погружений с аквалангом в надголовную среду. Это достаточно рискованный вид погружений, требующий специальной подготовки.

## Сложности
- Низкая температура воды (от 0 до 4 градусов Цельсия)
- Невозможность немедленного выхода на поверхность
- Ограниченная видимость: слабое освещение, муть.

## Необходимые навыки
- Требования к снаряжению:
  - Рекомендуется использовать регуляторы, адаптированные к погружениям в холодной воде. При этом следует осознавать, что любой регулятор может замёрзнуть и встать на свободную подачу или прекратить подачу газа. В этом случае необходимо немедленно прервать погружение и вернуться на поверхность.
  - Для погружений под лёд рекомендуется использование сухих костюмов, в идеале — с поддувом газом с низкой теплопроводностью, например — аргоном; однако для непродолжительных спусков вполне подойдут неопреновые мокрые костюмы толщиной не менее 7 мм.
  - Дополнительно, но не обязательно, можно использовать шлемы, закрывающие нижнюю часть лица, или полнолицевые маски.
- Аквалангист должен обладать следующими навыками:
  - Уметь держать нейтральную плавучесть (во избежание ударов об лёд)
  - В случае потери части грузов — уметь замедлить всплытие для смягчения удара о лёд.
  - Уметь подавать и принимать сигналы по страховочному концу.
- Во время спуска на поверхности должна находиться обеспечивающая команда, в задачи которой входит:
  - Оказание помощи при входе в воду и выходе из полыньи
  - Подача и приём сигналов от находящихся под водой пловцов
  - Подъём аквалангиста на поверхность при подаче им аварийного сигнала.
  - Оказание первой медицинской помощи в случае надобности.
  - Обеспечение наличия аквалангиста-спасателя, готового (находящегося в снаряжении и обвязанного верёвкой) немедленно приступить к спасению терпящего бедствие. Этот пункт зачастую опускается из-за нехватки людей.

## Партнёрство во время спуска
В настоящее время существует два подхода к обеспечению партнёрства во время подводного спуска.
1. Напарником пловца является страхующий, который находится на поверхности в постоянном контакте с аквалангистом/водолазом. Данный подход происходит от порядка проведения водолазных работ.
2. Напарниками выступают два пловца, осуществляющие одновременный спуск под воду.

## Порядок проведения спусков

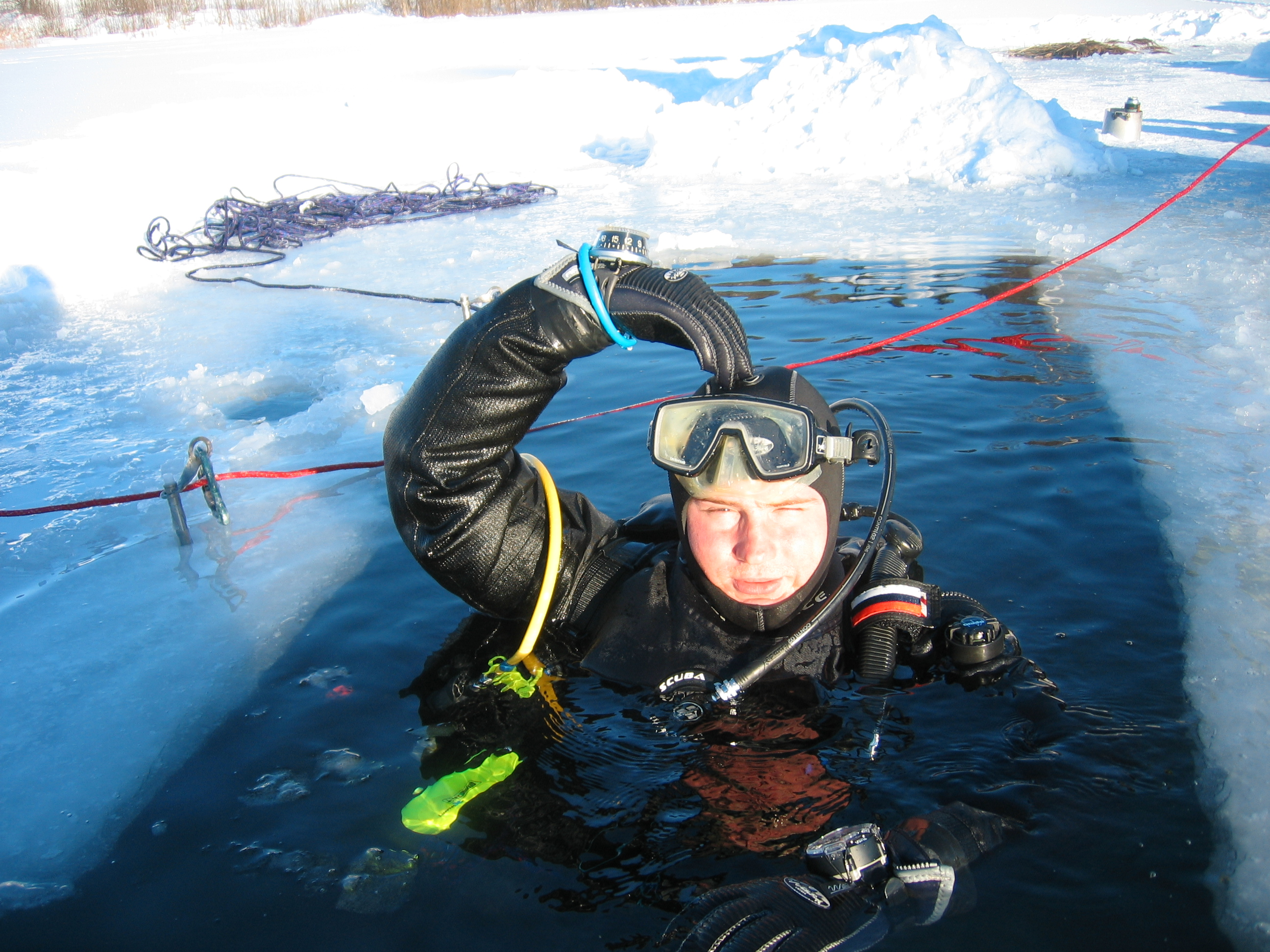
Подача сигнала перед погружением. На заднем плане видны страховочные концы для обеспечения погружения.

- Перед началом погружения необходимо:
  - расчистить лёд от снега на достаточной площади, которой хватит для размещения полыньи (майны), снаряжения, команды обеспечения (страхующей)
  - Бензопилой или специальной ручной пилой для льда вырезать полынью. Для облегчения пилки в углах полыньи рекомендуется ледовым буром проделать отверстия. Площадь и форма майны выбираются из расчёта своих сил и толщины льда.
  - Установить ветро- снегозащитное сооружение (палатку, экран) для обеспечения комфортного переодевания. В некоторых дайв-центрах, например — на Белом море, для этого используются буксируемые вагончики на лыжах.
- Перед входом пловцов в воду:
  - обвязать страховочной верёвкой пловца[1] по поясу (беседочным узлом), узлы завязать так, чтобы исключалась возможность самопроизвольного развязывания. При этом верёвка и узлы должны быть под компенсатором плавучести, чтобы аквалангист имел возможность снять скубу под водой для устранения каких-либо неполадок.
  - Количество одновременно погружающихся через одну майну аквалангстов не должно быть более двух во избежания запутывания страховочных верёвок.
  - Проверить регуляторы на травление (замерзание).
- Во время погружения:
  - В начале погружения поменять лёгочные автоматы, попробовать подышать из обоих по очереди. Это послужит проверкой регулятора на обмерзание, и постановки лёгочного автомата в режим свободной подачи.
  - Периодически подавать сигналы соответственно состоянию.
  - Соблюдать ритм дыхания: медленный вдох, пауза, медленный выдох. При таком ритме уменьшается вероятность замерзания регулятора.

## Проведение погружения без страхующей команды
Также возможны погружения без страховки, с использованием катушек с достаточным запасом шнура, закреплённых свободным концом на поверхности у майны, однако такие погружения требуют ещё более внимательного подхода к обеспечению безопасности:
- У каждого пловца должна быть индивидуальная катушка, закреплённая на поверхности у выхода.
- Настоятельно рекомендуется дублировать источник дыхательных газов у каждого пловца (использовать пони-баллоны, независимые спарки или спарки с изолирующими манифолдами).
- Необходимо быть в готовности оказать помощь напарнику.

## Предостережения
- Во избежание несчастных случаев настоятельно не рекомендуется спуск под лёд без страховочного конца или катушки.